# Architekt
«Architekt» (Архитектор) — польский архитектурный журнал, выходивший в Кракове с 1900 по 1932 год. На его страницах публиковались материалы, посвящённые архитектуре, строительству и реставрации памятников.
Журнал издавало Краковское техническое общество. Первый номер вышел в 1900 году и с перерывами выходил до 1932 года. Непосредственным предшественником журнала был общетехнический журнал «Czasopismo Techniczne», который издавался совместно Львовским политехническим и Краковским техническим обществами. В 1890 году этот общий журнал прекратил своё существование и каждое из обществ стало издавать свой собственный журнал под одним и тем же названием. Краковский журнал выходил тиражом в 500 экземпляров и его тематика тяготела к архитектуре. В апреле 1900 года краковский журнал стал называться как «Architekt» и приобрёл строительно-архитектурный характер. Тираж журнала в 1900 году достигал 2600 экземпляров. Позднее тираж колебался от 700 до 1000 экземпляров. Журнал издавался непрерывно до 1915 года. В это время его главными редакторами были Владислав Экельский, Ян Кароль Зубжицкий и Ежи Вархаловский.
В 1922 году издание журнала было возобновлено и он выполнял функцию официального издания Краковского технического общества. В это время тираж журнала достигал 1000 экземпляров.
В 1926 году издание журнала было вновь прекращено. После основания в Кракове в 1929 году Союза архитекторов Малопольского воеводства, во главе которого был польский архитектор Адольф Шишко-Богуш, издание журнала возобновилось и продолжалось до 1932 года.